# Mason Mount
Mason Tony Mount (Portsmouth, 1999. január 10. –) angol válogatott labdarúgó, a Manchester United játékosa.
Mount a Chelsea játékosaként kezdte pályafutását, a Vitesse és a Derby County csapataiban töltött egy-egy évet kölcsönben, mielőtt bemutatkozott volna a 2019–2020-as szezon elején. Az ezt követő években a Chelsea egyik kulcsfontosságú játékosa lett, nagy szerepet játszott a csapat UEFA-bajnokok ligája, UEFA-szuperkupa és klubvilágbajnoki címeiben. 2021-ben és 2022-ben is a Chelsea év játékosának választották.
2017-ben az U19-es angol válogatottal Európa-bajnok lett. 2019-ben, 20 évesen mutatkozott be a felnőtt csapatban és egy-egy Európa-, és világbajnokságon képviselte a csapatot.

## Pályafutása

### Klubcsapatokban

#### Chelsea
Mount Hampshire-ben, Portsmouthban született. Négyévesen a két évvel idősebbek bajnokságában játszott, fiatal korában megfordult a Portsmouth, a Southampton és a Chelsea akadémiáján is. 2005-ben hatéves korában csatlakozott a Chelsea-hez. Az ezt követő években az utánpótlás csapatokban szerepelt. 2017 júliusában új, négyéves szerződést írt alá a klubbal.

##### Kölcsön a Vitesse csapatában
2017. július 24-én egy idényre kölcsönbe került a holland élvonalban szereplő Vitesse csapatához. Augusztus 26-án mutatkozott be a csapatban a 77. percben csereként beállva a Vitesse Az Alkmaar elleni hazai 2–1-es veresége alkalmával. A következő hónapban első alkalommal került a kezdőcsapatba az AVV Swift elleni kupamérkőzésen, ahol az ötödosztályú csapat 0–0-s döntetlent követően büntetőkkel ejtette ki a Vitesse-t. Mount a bajnokságban jó teljesítményt nyújtott, többször beválasztották a hét csapatába és az év végén a szurkolók a szezon legjobb játékosának is megválasztották.
A Vitesse az Eredivisie európai play-off elődöntőjének első fordulójában, az ADO Den Haag ellen lépett pályára 2018. május 9-én, és főként Mount mesterhármasának köszönhetően nyert 5–2-re, összesítésben 7–3-ra. 39 tétmérkőzésen lépett pályára és 14 gólt szerzett a csapat színeiben.

##### Kölcsön a Derby County csapatában
2018. július 17-én az angol másodosztályú Derby County vette kölcsön a következő szezonra. Augusztus 3-án, a Reading elleni bemutatkozó mérkőzésén egyből gólt szerzett.
Az Accrington Stanley elleni februári FA-kupa-mérkőzésen szerzett sérülése miatt két hónapot ki kellett hagynia és csak 2019 áprilisában, a Rotherham United ellen 6–1-re megnyert bajnokin térhetett vissza a pályára. Két héttel később mesterhármast szerzett a Bolton Wanderers ellen, csapata 4–0-ra győzött. 35 bajnoki mérkőzésen nyolcszor volt eredményes az idény során.

##### Visszatérés a Chelsea-hez
2019. július 15-én a Mount új ötéves megállapodást írt alá a Chelsea-vel. 2019. augusztus 11-én, a Manchester United elleni 4–0-s vereség alkalmával mutatkozott be a Premier League-ben.
2023. július 4-én bejelentette, hogy 18 év után elhagyja a klubot.

#### Manchester United
2023. július 5-én a Manchester United egy, a csapat weboldalán megosztott videóval bejelentette a játékos szerződtetését. Öt éves szerződést írt alá a csapattal és a United legendás 7-es mezszámát kapta. Ugyan első szezonjában sokat szenvedett sérülésekkel és alig játszott, a United az évadot kupagyőztesként zárta. Mount így először nyerte meg a trófeát, azt követően, hogy a Chelsea színeiben többször is ezüstérmes lett.

### A válogatottban
Az U16-os korosztálytól kezdve minden angol utánpótlás válogatottban pályára lépett. Szerepelt a 2016-os U17-es labdarúgó-Európa-bajnokságon.
Részt vett a 2017-es U19-es labdarúgó-Európa-bajnokságon, ahol Anglia aranyérmet szerzett. A döntőben ő adta a győztes gól előtti passzt Lukas Nmechának Portugália ellen. A torna legjobb játékosának választották.
A 2018-as világbajnokság előtt a felnőtt válogatott keretével edzhetett, 2018 októberében bekerült a UEFA Nemzetek Ligája két csoportmérkőzésére készülő keretbe is, de pályára nem lépett.
Tagja volt az angolok 2019-es U21-es labdarúgó-Európa-bajnokságon résztvevő csapatának is.

## Statisztika

### Klubcsapatokban
2025. április 10-i állapot szerint.
| Klub                      | Szezon         | Bajnokság      | Bajnokság | Bajnokság | Kupa | Kupa | Ligakupa | Ligakupa | Nemzetközi | Nemzetközi | Egyéb | Egyéb | Összesen | Összesen |
| Klub                      | Szezon         | Bajnokság      | P.        | Gól       | P.   | Gól  | P.       | Gól      | P.         | Gól        | P.    | Gól   | P.       | Gól      |
| ------------------------- | -------------- | -------------- | --------- | --------- | ---- | ---- | -------- | -------- | ---------- | ---------- | ----- | ----- | -------- | -------- |
| Chelsea U21               | 2016–2017      | —              | —         | —         | —    | —    | —        | —        | —          | —          | 3     | 0     | 3        | 0        |
| Vitesse (kölcsönben)      | 2017–2018      | Eredivisie     | 29        | 9         | 1    | 0    | —        | —        | 6          | 0          | 3     | 5     | 39       | 14       |
| Derby County (kölcsönben) | 2018–2019      | Championship   | 35        | 8         | 2    | 0    | 4        | 2        | —          | —          | 3     | 1     | 44       | 11       |
| Chelsea                   | 2019–2020      | Premier League | 37        | 7         | 6    | 1    | 1        | 0        | 8          | 0          | 1     | 0     | 53       | 8        |
| Chelsea                   | 2020–2021      | Premier League | 36        | 6         | 5    | 1    | 2        | 0        | 11         | 2          | —     | —     | 54       | 9        |
| Chelsea                   | 2021–2022      | Premier League | 32        | 11        | 5    | 1    | 6        | 0        | 7          | 1          | 3     | 0     | 53       | 13       |
| Chelsea                   | 2022–2023      | Premier League | 24        | 3         | 1    | 0    | 1        | 0        | 9          | 0          | —     | —     | 35       | 3        |
| Chelsea                   | Összesen       | Összesen       | 129       | 27        | 17   | 3    | 10       | 0        | 35         | 3          | 4     | 0     | 195      | 33       |
| Manchester United         | 2023–2024      | Premier League | 14        | 1         | 2    | 0    | 2        | 0        | 2          | 0          | —     | —     | 20       | 1        |
| Manchester United         | 2024–2025      | Premier League | 10        | 0         | 0    | 0    | 0        | 0        | 5          | 0          | 1     | 0     | 16       | 0        |
| Manchester United         | Összesen       | Összesen       | 24        | 1         | 2    | 0    | 2        | 0        | 7          | 0          | 1     | 0     | 36       | 1        |
| Karrier összes            | Karrier összes | Karrier összes | 217       | 45        | 22   | 3    | 16       | 2        | 48         | 3          | 14    | 6     | 317      | 59       |

### A válogatottban
2022. december 10-i állapot szerint.
| Válogatott | Év       | Pályára lépések | Gólok |
| ---------- | -------- | --------------- | ----- |
| Anglia     | 2019     | 6               | 1     |
| Anglia     | 2020     | 7               | 2     |
| Anglia     | 2021     | 13              | 1     |
| Anglia     | 2022     | 10              | 1     |
| Összesen   | Összesen | 36              | 5     |

#### Gólok
| # | Dátum                | Helyszín                                | Vál. | Ellenfél    | Eredmény | Végeredmény | Kiírás                             | For.   |
| - | -------------------- | --------------------------------------- | ---- | ----------- | -------- | ----------- | ---------------------------------- | ------ |
| 1 | 2019. november 17.   | Fadil Vokrri Stadion, Pristina, Koszovó | 6    | Koszovó     | 4–0      | 4–0         | 2020-as Európa-bajnokság-selejtező | [ 26 ] |
| 2 | 2020. október 11.    | Wembley Stadion, London, Anglia         | 9    | Belgium     | 2–1      | 2–1         | 2020–2021-es Nemzetek Ligája       | [ 27 ] |
| 3 | 2020. november 18.   | Wembley Stadion, London, Anglia         | 13   | Izland      | 2–0      | 4–0         | 2020–2021-es Nemzetek Ligája       | [ 28 ] |
| 4 | 2021. március 28.    | Arena Kombëtare, Tirana, Albánia        | 15   | Albánia     | 2–0      | 2–0         | 2022-es világbajnokság-selejtező   | [ 29 ] |
| 5 | 2022. szeptember 26. | Wembley Stadion, London, Anglia         | 32   | Németország | 2–2      | 3–3         | 2022–2023-as Nemzetek Ligája       | [ 30 ] |

## Sikerei, díjai
Chelsea
- FA Youth Cup-győztes: 2015–2016,[31] 2016–2017[32]
- UEFA Ifjúsági Liga-győztes: 2015–16[33]
- U18 Premier League: 2016–2017[34]
- UEFA-bajnokok ligája-győztes: 2020–2021[35]
- UEFA-szuperkupa: 2021[36]
- FIFA-klubvilágbajnokság: 2021[37]

Manchester United
- Angol kupagyőztes: 2023–2024

Angol U19-es válogatott
- U19-es Európa-bajnok: 2017[21]

Egyéni elismerés
- Az U19-es Európa-bajnokság All Star-csapatának tagja: 2017[38]
- Az U19-es Európa-bajnokság legjobb játékosa: 2017[22]
- Premier League – Az év akadémiai játékosa: 2020–2021[39]
- Eredivisie – A hónap tehetsége: 2018. január[40]
- Eredivisie – Az év csapata: 2017–2018[41]
- Vitesse – Az év játékosa: 2017–18[7]
- Chelsea – Az év tehetsége: 2016–2017
- Chelsea – Az év játékosa: 2020–2021,[42] 2021–2022[43]
- UEFA-bajnokok ligája – Az év kerete: 2020–2021[44]